# Regionalliga Ouest
Ne pas confondre avec la Regionalliga West qui fut une ligue de niveau 2, entre 1963 et 1974.
La Regionalliga Ouest (en allemand, Regionalliga West) est une compétition annuelle allemande de football, qui se dispute sous la forme d'un championnat réunissant dix-huit clubs de Rhénanie-du-Nord-Westphalie et qui fait partie, depuis 2008, des séries régionales qui composent la Regionalliga (en français, ligue régionale), la quatrième division du football allemand. Elle est organisée par la Fédération ouest-allemande de football (en allemand, Westdeutscher Fußballverband) et est ouverte à des clubs semi-professionnels ou amateurs, ainsi qu'aux équipes réserves des clubs professionnels.

## Histoire

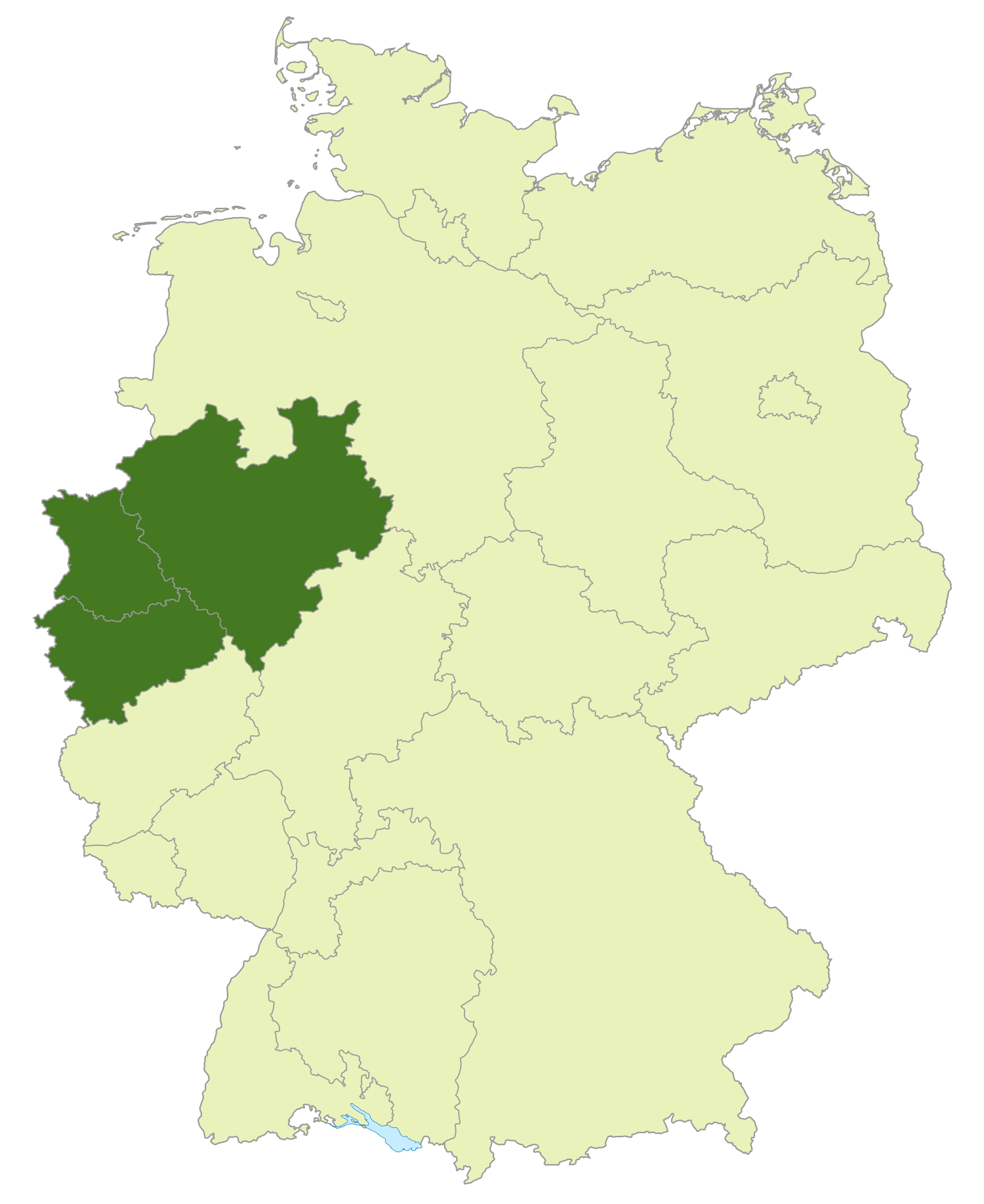
Regionalliga Ouest depuis 2012

À partir de la saison 2008-2009, la Regionnalliga devient le quatrième niveau du football allemand, lorsque la DFB crée la 3. Liga, et repousse les Oberligen au 5e rang de la hiérarchie allemande.

## Composition
De 2008 à 2012, cette série regroupe les clubs localisés dans les Länder de Rhénanie-du-Nord-Westphalie, Rhénanie-Palatinat et Sarre. À partir de 2012 et à la suite du passage à cinq séries de la Regionalliga, elle ne concerne plus que le Land de Rhénanie-du-Nord-Westphalie.

## Formule de la compétition
De la saison 2008-2009 à la saison 2011-2012, le premier de Regionalliga Ouest accède automatiquement à la 3. Liga. De la saison 2012-2013 à la saison 2017-2018, le premier de Regionalliga Ouest se qualifie pour un tournoi final à six équipes qui détermine les trois promus en 3. Liga. Enfin, depuis la saison 2018-2019, les champions sont à nouveau promus directement.
Les trois derniers sont directement relégués dans l'Oberliga de leur région.

## Palmarès
Les équipes marquées en gras sont promues en 3. Liga.
| Année | Champions                   | Vice-champions              |
| ----- | --------------------------- | --------------------------- |
| 2009  | Borussia Dortmund II        | 1. FC Kaiserslautern II     |
| 2010  | 1. FC Sarrebruck            | Sportfreunde Lotte          |
| 2011  | SC Preußen Münster          | SV Eintracht Trier 05       |
| 2012  | Borussia Dortmund II        | Sportfreunde Lotte          |
| 2013  | Sportfreunde Lotte          | SC Fortuna Cologne          |
| 2014  | SC Fortuna Cologne          | Sportfreunde Lotte          |
| 2015  | Borussia Mönchengladbach II | Alemannia Aachen            |
| 2016  | Sportfreunde Lotte          | Borussia Mönchengladbach II |
| 2017  | FC Viktoria Cologne 1904    | Borussia Dortmund II        |
| 2018  | KFC Uerdingen 05            | FC Viktoria Cologne 1904    |
| 2019  | FC Viktoria Cologne 1904    | SC Rot-Weiß Oberhausen      |
| 2020  | SV Rödinghausen             | SC Verl                     |
| 2021  | Borussia Dortmund II        | Rot-Weiss Essen             |
| 2022  | Rot-Weiss Essen             | SC Preußen Münster          |
| 2023  | SC Preußen Münster          | Wuppertaler SV              |
| 2024  | Alemannia Aachen            | 1. FC Bocholt               |

1. ↑  Étant donné que la saison 2019-2020 n'a pas été complétée à la régulière en raison de la pandémie de COVID-19, les champions et les finalistes ont été nommés après avoir appliqué la règle du quotient.

### Les autres Regionalligen de 2008 à 2012
- Regionalliga Nord
- Regionalliga Sud

### Les autres Regionalligen depuis 2012
- Regionalliga Nord
- Regionalliga Nord-Est
- Regionalliga Sud-Ouest
- Regionalliga Bavière